# Thomas Helland Larsen
Thomas Helland Larsen (* 20. April 1998) ist ein norwegischer Skilangläufer.

## Werdegang
Larsen, der für den Fossum IF startet, nahm bis 2018 an Juniorenrennen teil. Bei den Olympischen Jugend-Winterspielen 2016 in Lillehammer holte er die Silbermedaille im Cross und die Goldmedaille im Sprint. Zudem errang er dort den vierten Platz über 10 km Freistil. Im folgenden Jahr gewann er bei den Nordischen Junioren-Skiweltmeisterschaften 2017 in Soldier Hollow die Silbermedaille im Skiathlon und die Goldmedaille mit der Staffel. Außerdem kam er dort auf den 17. Platz über 10 km Freistil und auf den vierten Rang im Sprint. Im Februar 2017 wurde er in Voss norwegischer Juniorenmeister im Sprint und im März 2018 in Steinkjer über 20 km klassisch. Bei den Nordischen Junioren-Skiweltmeisterschaften 2018 in Goms belegte er den 24. Platz im Skiathlon und den siebten Rang im Sprint. Seine ersten Rennen im Scandinavian-Cup lief er im Dezember 2018 in Östersund, die er auf dem 44. Platz im Sprint und auf dem 15. Rang über 15 km Freistil beendete. In der Saison 2019/20 holte er im Sprint in Vuokatti seinen ersten Sieg im Scandinavian-Cup und beim Weltcupdebüt im März 2020 in Drammen mit dem 26. Platz im Sprint seine ersten Weltcuppunkte. In der Saison 2021/22 erreichte er in Lillehammer mit dem zweiten Platz im Sprint seine erste Podestplatzierung im Weltcup und holte in Dresden im Teamsprint seinen ersten Weltcupsieg.

## Erfolge

### Weltcupsiege im Team
| Nr. | Datum             | Ort     | Disziplin                        |
| --- | ----------------- | ------- | -------------------------------- |
| 1.  | 19. Dezember 2021 | Dresden | 6 × 1,3 km Teamsprint Freistil 1 |

### Siege bei Continental-Cup-Rennen
| Nr. | Datum             | Ort      | Disziplin        | Serie            |
| --- | ----------------- | -------- | ---------------- | ---------------- |
| 1.  | 13. Dezember 2019 | Vuokatti | Sprint klassisch | Scandinavian Cup |